# キュリー博物館

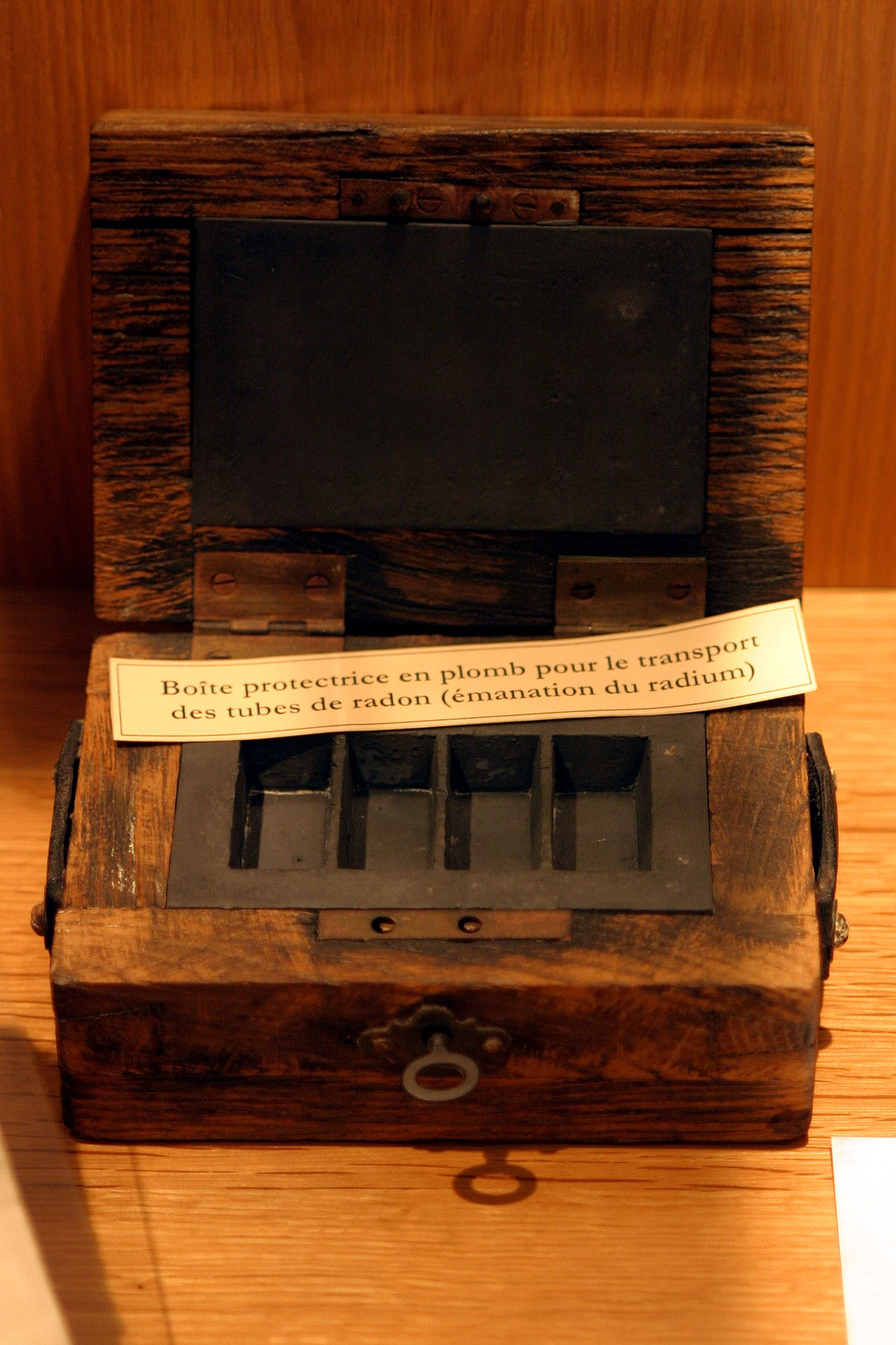
キュリー博物館の展示品

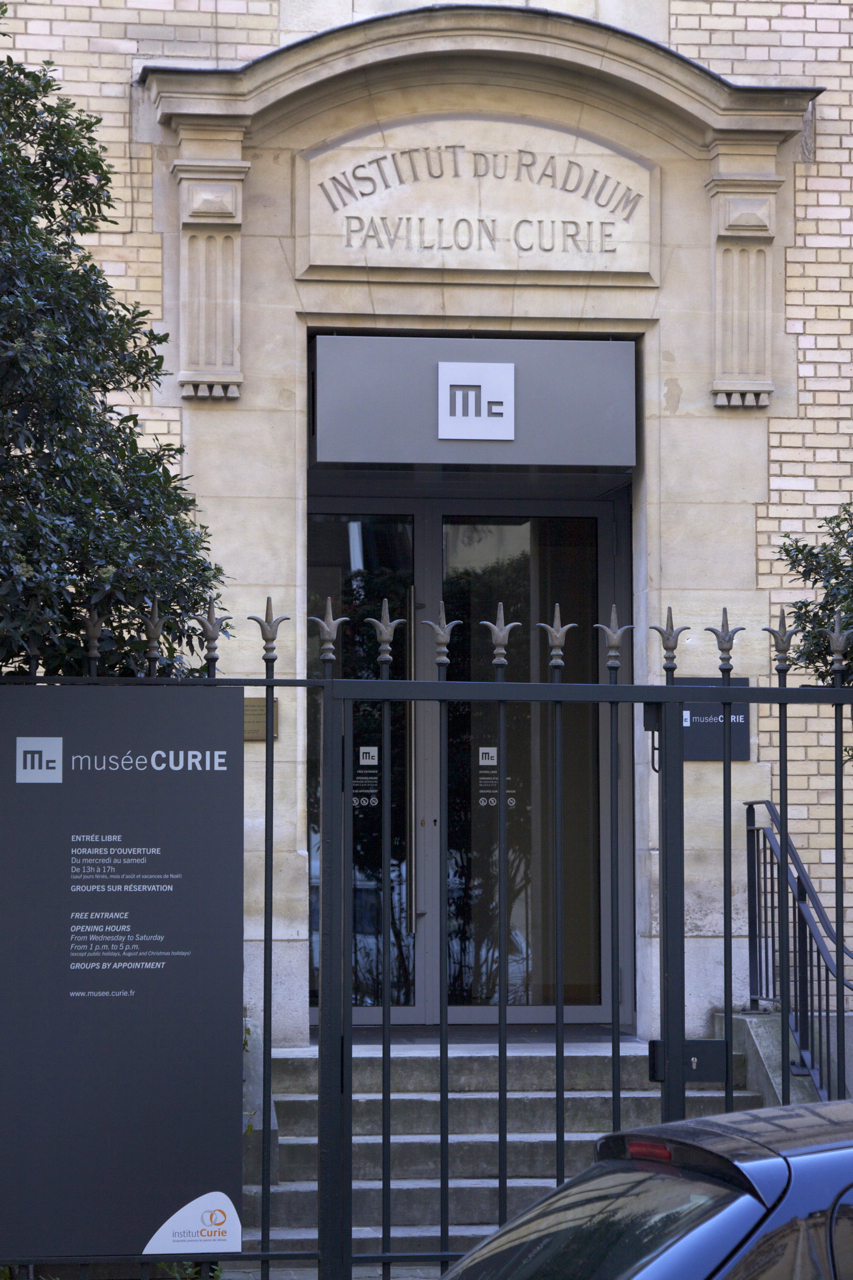
キュリー博物館の入口

キュリー博物館（キュリーはくぶつかん、Musée Curie）は、放射線医学の研究に焦点を合わせた歴史博物館である。フランスパリ5区の 1, rue Pierre et Marie Curie にあり、水曜日から土曜日までの午後1時から午後5時まで開館している。入場は無料である。2012年にエーヴ・キュリーの寄付により改装された。

## 歴史
1914年からラディウム研究所はマリ・キュリーによって指導された。この博物館は、マリの死後、1934年にラディウム研究所のキュリー・パビリオンの1階に設立された。この建物は1911年から1914年にかけてマリの研究室として建てられ、マリは1914年から1934年まで研究を行った。この研究室で、マリの娘のイレーヌと義理の息子のフレデリック・ジョリオ＝キュリーが人工放射能を発見し、1935年のノーベル化学賞を受賞した。1958年にフレデリックが死に、オフィスと研究室は、思い出の場所として閉鎖された。1964年、人工放射能発見の30周年を記念して、1930年代まで使用されていた装置の一部を展示する展示ケースが設置された。1967年、マリの生誕 100周年を記念して、彼女のオフィスと個人の化学実験室が特別な訪問者に公開された。1981年、訪問者の増加により、マリの化学実験室は除染され、その後再構成された。この作業には、フランス対がん連盟の助成を受けている。1995年、キュリー財団の 75周年を記念して、ピエールとマリーの遺灰がパンテオンに移され、自然放射能の発見100周年に向けて展示室が増改築された。2007年にマリの娘エーヴ・キュリーの遺産が寄付され、2012年9月に博物館の改修が完成した。

## 展示
博物館には、主にキュリー夫妻に焦点を当てた、特に医学における放射能とその応用に関する常設の歴史展示があり、1940年以前に使用された最も重要な研究装置のいくつかが展示されている。展示物にはキュリー夫妻、ジュリオ＝キュリー夫妻、キュリー研究所、放射能と腫瘍学の歴史に関するアーカイブ、写真、文書も含まれる。